# Canon Episcopi
Canon Episcopi – instrukcja dla biskupów wydana około 906 r. przez benedyktyna Reginona z Prüm. Nakazywała wypędzać ludzi przyznających się do stosowania magii lub wróżbiarstwo z gmin (chodziło raczej o ekskomunikę niż o fizyczne wypędzenie). To samo dotyczyło osób posądzających innych o uprawianie czarów, które według autora były niemożliwe. Na jego podstawie teoretycy Kościoła głosili, że zjawiska w rodzaju czarnoksięstwa, nocnych lotów na sabat, obcowania płciowego z diabłem, a także przemiana w dzikie bestie – są jedynie iluzją, zwykłym złudzeniem sennym, a wiara w ich rzeczywiste istnienie była sprzeczna z wiarą chrześcijańską.